# NGC 7391
NGC 7391 é uma galáxia elíptica (E) localizada na direcção da constelação de Aquarius. Possui uma declinação de -01° 32' 41" e uma ascensão recta de 22 horas, 50 minutos e 36,0 segundos.
A galáxia NGC 7391 foi descoberta em 1 de Outubro de 1785 por William Herschel.